# Drottningholmsmusiken
Drottningholmsmusiken (katalognr. BeRI 2), eller "Bilägers Musiquen", kallas den musik som komponerades av Johan Helmich Roman och uruppfördes på Drottningholms slott på Lovön väster om Stockholm den 18 till 20 augusti 1744 i samband med bröllopet mellan kronprinsen Adolf Fredrik och Lovisa Ulrika.
Musiken, som komponerades särskilt för det kungliga bröllopet, består av 24 satser. Bland dem finns musik för högtidliga entréer, musik till middagar, musik för olika upptåg och dansmusik, till exempel menuetter. Bröllopsfesten pågick i tre dagar plus preludier en dag innan, och under denna tid tros hovkapellet, under Romans ledning, ha utökats med det tyska kapell Adolf Fredrik fört med sig till Sverige. Musikernas antal bör ha varit omkring 34
, hovkapellets c:a 20 och Adolf Fredriks 14, och verket brukar även i dag framföras av mindre orkestrar och kammarensembler.
Romans originalhandskrift finns bevarad i MAB, men den är inte komplett varför olika handskrivna kopior har utnyttjats, och en bearbetning för framförande har gjorts av musikforskaren, cellisten, dirigenten med mera Claude Génetay. I en av kopiorna finns en mindre samling musik tillkommen vid samma tillfälle, en Svit i D-Dur med 8 satser (eller 9, beroende på hur man räknar inledningen), som av Claude Génetay har kallats Lilla Drottningholmsmusiken. Hela partituret med källkritiska kommentarer kan laddas ned från Musikaliska akademiens hemsida.

## Inspelningar
Musiken i sin helhet tar ca 1 timme att spela igenom, varför det först var svårt att rymma den på en LP-skiva. Dessutom är musikforskarna eniga om att den knappast framfördes i ett svep under det kungliga bröllopet, utan delades upp för de olika ceremonierna. Därigenom kändes det motiverat att framföra delar av musiken i sviter, och en sådan svit utgör den första inspelningen, 1958. Alla sviter brukar inledas med den festliga och ståtliga första satsen Allegro con spirito. Sats 20 känns igen som melodin till Bellmans Fredmans Epistel nr 9 Käraste bröder, systrar och vänner.
Den första kompletta inspelningen av alla 24 satser gjordes först 1982, men därefter har flera kompletta inspelningar kommit. Det finns även några inspelningar av Lilla Drottningholmsmusiken. De flesta skivutgåvorna har en ganska omfattande text som behandlar musiken, bröllopet och Romans liv, och utgör i sig själva viktiga källor till att förstå verket.
1. 1958 sept. Drottningholms kammarorkester, dirigent Stig Westerberg. 12 satser i bearbetning av Claude Génetay. Text Ingmar Bengtsson. Swedish Society Discofil.
2. 1965 dec. Capella Lutetiensis (Paris), dirigent Carl de Nys. 7 satser. Text Carl de Nys. Schwann.
3. 1966 maj. Drottningholmsteaterns kammarorkester, dirigent Ulf Björlin. 13 satser. Text Gustaf Hilleström. EMI Svenska AB.
4. 1972 aug. Kungliga Hovkapellet, dirigent Charles Farncombe. 13 satser. Text Ingmar Bengtsson. Polydor AB (Deutsche Grammophon).
5. 1982 sept. Nationalmusei kammarorkester, dirigent Claude Génetay. 24 satser i bearbetning av Claude Génetay. Text Ingmar Bengtsson. Polar Music.
6. 1991 feb. Lilla Drottningholmsmusiken. Nationalmusei kammarorkester, dirigent Claude Génetay. 8 satser. Text Torbjörn Eriksson. Musica Sveciae/Proprius.
7. 1993 sept. Drottningholms barockensemble, dirigent Nils-Erik Sparf. 24 satser. Text Anna Ivarsdotter-Johnson. Musica Sveciae.
8. 1996 apr. Uppsala kammarorkester, dirigent Anthony Halstead. 24 satser + Lilla Drottningholmsmusiken 8 satser. Text Sven Kruckenberg. Naxos.
9. 2010 jan. Helsingborgs symfoniorkester, dirigent Andrew Manze. 24 satser. Text BIS och Lars Berglund. BIS.
10. 2010 feb. Ensemble 1700, dirigent Göran Karlsson. 24 satser. Text Jan Ling. CPO.